# تجميل القوام
تجميل القوام هو مصطلح عام يشير إلى أي جراحة تقوم بتغيير مناطق مختلفة من الجسم، سواء أكان ذلك المريض يتبع طريقة لإنقاص الوزن أم لا. ويشير مصطلح تجميل القوام بعد فقدان مقدار كبير من الوزن إلى سلسلة من العمليات الجراحية التي تعمل على إزالة و/أو تقليل الجلد الزائد والدهون المتبقية بعد فقدان الأشخاص الذين يعانون من السمنة لقدر كبير من الوزن في أماكن متفرقة من الجسم مثل الجذع والذراع والصدر والفخذين.

## معلومات تاريخية
السمنة هي داء استفحل في كل من الولايات المتحدة الأمريكية والعديد من الدول في جميع أنحاء العالم. وتعرف بأنها حالة يكون فيها مؤشر كتلة الجسم (BMI) للشخص 30 أو أكثر. يتم حساب مؤشر كتلة الجسم عن طريق قسمة وزن المريض بالكيلو جرام على الطول بالمتر المربع. ويتراوح مؤشر كتلة الجسم للأشخاص ذوي الأوزان الطبيعية من 18 إلى 25. بينما يتراوح في الأفراد الذين يعانون من زيادة الوزن من 26 إلى 30، ويكون الشخص بدينًا عند 30 أو أكثر. أما إذا وصل مؤشر كتلة الجسم إلى 35 فأعلى، فيعتبر هذا الشخص مصابًا بالسمنة المرضية. وعندما يصل مؤشر كتلة الجسم إلى 30 فأعلى، فإن ذلك يعمل ذلك على تقصير مدى عمر الفرد. علاوة على ذلك، تؤثر السمنة بشكل سلبي على الصحة الاقتصادية لأي مجتمع كما تؤثر على الجوانب الأخرى من صحة البالغين والأطفال، وغالبًا ما تؤثر على حياتهم. ومن الجدير بالذكر أن هناك زيادة مستمرة في معدل الإصابة بالسمنة بين الأطفال في أوروبا. وانتقلت أيضا إلى العالم العربي.

## تحلل الدهون بمساعدة الليزر والترددات الراديوية
يُستخدم في عملية تجميل القوام وتشكيله العديد من التقنيات التي تساعد في إعادة تشكيل أي منطقة في الجسم واستعادة نضارتها وحيويتها. في الماضي، كانت جراحات التجميل هي الحل الوحيد لهذه المشكلات. ولكن في الوقت الحاضر، أصبح لدينا القدرة على استخدام تقنيات ووسائل أخرى لتقليل حجم مناطق متفرقة من الجسم، أو شد الجلد المتهدل أو الزائد وتقليل ظهور السيلوليت.

## جراحة البدانة
استجابة لأزمة السمنة الخطيرة، ابتكر علم الطب مجموعة من جراحات السمنة (علاجات السمنة)، وتتضمن تحويل مجرى المعدة وتدبيس المعدة وتحزيم المعدة وتصغير المعدة وطرقًا أخرى حيث تعمل على تقليل كمية الطعام الذي تحتفظ به المعدة. ففي الولايات المتحدة، على سبيل المثال، أظهرت تقارير الجمعية الأمريكية لجراحة السمنة (ASBS) لعام 2000 أنه تم إجراء 37700 عملية جراحية لتصغير معدة المريض. ولكن في عام 2006، وهو أحدث عام أتيحت فيه الإحصاءات، أجريت 177600 عملية جراحية مماثلة. في العادة، يبين تقرير المرضى أنه بعد 18 شهرًا من إجراء الجراحة يفقد المريض من 45 إلى 136 كجم (من 100 إلى 300 رطل).

## نحت الذراعين
تهدف عملية نحت الذراعين لإزالة الجلد الزائد والترهلات من الجزء العلوي للذراع الذي يمتد من الإبط إلى المرفق. يتم خلال العملية التخلص من التجاعيد الناتجة عن فقدان الوزن السريع والتقدم بالعمر. وقد أكدت الدراسات أمان وفعالية هذه العملية مع معدل اختلاطات منخفض نسبيًا.

## شد الترهلات
تعتبر من العمليات التجميلية الشائعة، فمثلاً يتم إجراء أكثر من 900 ألف عملية شد بطن في العالم سنوياً. وتعتبر عمليات شد البطن ونحت الخصر وشد الوجه وشد الأرداف من أشيع العمليات التجميلية.
تترتب على عمليات تقليل الغذاء في المعدة عدة آثار جانبية. ومن بين هذه الآثار الجانبية غير المرغوب فيها تدلي وترهل الجلد الذي يغطي معظم جسم المريض الذي قام بإنقاص وزنه. ويحدث ذلك بسبب أن مئات الأرطال التي كانت منتشرة تحت جلد المريض كانت تعمل على تمديده إلى أقصى حد، ومن ثم يفقد الجلد مرونته وقدرته على الارتداد الخلفي. وبدلاً من ذلك، يجد المريض الذي فقد وزنه مؤخرًا مضطرًا للتعامل مع الكثير من الجلد المترهل والزائد، فقد يكتشف إصابته بتهدل الطبقة الغشائية، وهو النتوء الزائد من الجلد المتهدل من المعدة والذي من الممكن أن يغطي مناطق العانة والأربية. ومن الملاحظ أن عدة بوصات إضافية (وفي بعض الأحيان أقدام) من الجلد المرن تتهدل من الذراعين والصدر والبطن وأعلى الفخذين والردفين.
يشكي معظم المرضى الذين يفقدون كمية كبيرة من وزنهم من زيادة الدهون في الذراعين عند منطقة الكٌم، كما يشكون من أن كمية الجلد الزائدة في منطقة البطن تنثني على ملابسهم. ويقول العديد من هؤلاء المرضى أن الجلوس على الجلد المتهدل يشبه الجلوس على الجيلي. وفي هذه الحالة، تحتاج غالبية النساء إلى عملية تثبيت الثدي أو رفع الثدي، والتي غالبًا ما تكون مرتبطة بعملية زرع الثدي. أما بالنسبة للرجال الذين يخضعون لجراحة تجميل القوام، فعادة ما يخضعون لعملية تصغير صدر الرجل لإزالة الجلد المتهدل من صدورهم.
فلفافات وطبقات الجلد الزائد تحتك ببعضها البعض مما يتسبب في وجود عدة نقاط تثير الحساسية ويؤدي إلى حدوث أضرار صحية. كذلك، قد يؤدي الجلد الزائد إلى صعوبة في أداء بعض التمارين التي يمارسها المريض.
في حين أن تلك الجراحات تكون باهظة التكلفة؛ حيث يتراوح سعرها في كثير من الأحيان ما بين 20000 إلى 50000 دولار أمريكي للجسم كله، فإنها عادة ما تترك ندبات ظاهرة تدوم لفترات طويلة على الذراعين والصدر والبطن والساقين. وفي معظم الأحيان، تتجاوز العملية الجراحية إلى الأطراف العلوية والسفلية من الجسم. ومن ثمّ تقوم عملية شد ترهلات الجزء السفلي من الجسم برفع وإزالة ترهلات الجلد من الظهر والبطن والأرداف والفخذين بينما تقوم عملية شد ترهلات الجزء العلوي من الجسم بإزالة الجلد المترهل المتراكم على الذراعين والثديين والصدر.

## المخاطر المحتملة والآثار الجانبية
لا يمكن إجراء عملية شد الترهلات بسهولة. وتتطلب العملية التزامًا بالغًا من جانب المريض حيث يجب عليه اتباع برنامج معين طول فترة إجراء جراحة السمنة وعلى مدار مدة الثمانية عشرة شهرًا اللازمة لنقصان الوزن ثم عمليات تجميل القوام وأخيرًا الاستشفاء من تلك الجراحة. وغالبا ما يستغرق هذا الأمر من بدايته إلى نهايته ثلاث سنوات. قد تستغرق عملية شد الترهلات من 7 إلى 10 ساعات تحت التخدير العام ونقل الدم، كما يتم إجراؤها غالبًا بمساعدة جراح آخر. ينصح جراحو التجميل المرضى بأن عملية تجميل القوام ليست عملية جراحية لإنقاص الوزن. لذا، فإنه يجب أولاً على المريض الذي يتجاوز 50% من وزنه الطبيعي أن يقوم بإنقاص وزنه عدة أرطال قدر المستطاع قبل إجراء الجراحة. وهناك اعتبارات طبية أخرى يجب وضعها في الحسبان بما في ذلك الندبات التي تظل موجودة على الجسم وبعض الحالات الطبية الحالية مثل أمراض القلب أو الاضطرابات النزفية وما إذا كان المريض من المدخنين. وهناك مخاطر أخرى محتملة، ومن بينها العدوى والارتكاس والمضاعفات نظرًا لكون المريض تحت التخدير لمدة تزيد عن ست ساعات. ومع ذلك، فمن الممكن أن يعاني المريض من تورم مصلي، أي تراكم السوائل، وتفزر (انفلات الجرح تم تخييطه) وتجلط الوريد العميق (تجلط الدم في الساقين). ومن بين المضاعفات النادرة إصابة الجهاز اللمفاوي والتفزر الكبير للجروح. يلزم الإقامة في المستشفى لمدة تتراوح من يوم إلى أربعة أيام بعد العملية الجراحية، بينما تستغرق عملية الاستشفاء حوالي شهر لشد الترهلات بصورة كاملة. بشكل أساسي، يعاني المريض من تغييرات في «الجلد بسبب الندبات». ولكن عادةً ما يكون ارتخاء الجلد أحد المخاطر المترتبة على تلك الجراحة وقد لا يمكن إيقافها بإجراء واحد. وللعلم، فإن جراحي التجميل المعروفون سيقومون بتوضيح جميع المخاطر والمضاعفات الكاملة لمرضاهم كما سيقومون بتشجيع هؤلاء المرضى على استشارة طبيب ثانٍ أو ثالث من أطباء التجميل للحصول على معلومات إضافية عن هذه الجراحة الكبرى. وقد أجريت العديد من الأبحاث لدراسة معدلات الاختلاطات والتأثيرات الجانبية لهذه العمليات.

## العمليات الجراحية لشد الترهلات
في حين أن تجميل القوام من الممكن أن يتم في جلسة واحدة طويلة، إلا أنه عادة ما يتم تقسيمه إلى مراحل تبدأ من مرحلة إلى ثلاث مراحل جراحية، حيث يكون الجسم تحت التخدير التام. أما في حالة ما إذا كان المريض من المدخنين، ولديه تاريخ مرضي من الإصابة بمرض تجلط الوريد العميق أو اضطرابات التجلط مع مؤشر مرتفع لكتلة الجسم وتوجد لديه عوامل أخرى للمخاطرة الطبية، فمن المرجح أن الطبيب سيصر على إجراء عدة فحوصات قصيرة في المستشفى وذلك لضمان أقصى درجات الأمان للمريض.
فيما يلي المكونات الفردية لتجميل القوام:
شد ترهلات الذراع أو عملية تجميل الذراع. عادة ما يكون اللحم الزائد على الذراعين في المرضى المصابين بالسمنة المفرطة ظاهرًا على الجانب السفلي للذراع، وفي بعض الأحيان يُشار إليه باسم «أجنحة الخفاش». في هذه الجراحة، يقوم الجراحون بعمل شقوق من تحت الإبط إلى الكوع لإزالة الجلد وتجميل محيط الذراع. وبالتالي، يقوم الجراحون بفتح الذراع من الجانب السفلي له بحيث تكون الندبة الناتجة عن الجراحة غير ظاهرة تمامًا. قد تستخدم عملية شد ترهلات الذراع تقنية شفط الدهون بعد فتح الشق الجراحي. وأثناء فتح الذراع، يقوم الجراح بسحب الجلد المشدود ومن ثم قص الجلد الزائد والذي قد يصل إلى رطل أو أكثر في كل ذراع تبعًا لجسم كل مريض.
رفع الثدي أو عملية تثبيت الثدي. عن طريق إزالة الأنسجة الزائدة من أعلى الثدي، يمكن للجراحين تحريك الثديين اللذين يتدليان على السرة إلى موضع أعلى بحيث يستقران على ذلك الوضع. وغالبًا ما تتطلب هذه العملية زرع جزء حتى يتم تعويض الدهون والأنسجة المفقودة داخل الثدي. وفي معظم السيدات، غالبًا ما تختفي الندبات داخل المنطقة التي تتم تغطيتها بـ مشد الصدر.
شد ترهلات البطن أو شد البطن. عادةً ما يؤدي تهدل الجلد الزائد فوق منطقة العانة إلى تشويه منظر تلك المنطقة، مما يزعج المريض ويؤلمه. وهذا يجعل سبل البطن مبتلاً دائمًا، مما يسبب الطفح الجلدي نتيجة لاحتكاك الجلد ببعضه في تلك المنطقة والذي عادة ما يؤدي إلى تدهور الصحة العامة. بينما تعرف العملية التي يتم إجراؤها لإزالة هذا الجلد باسم استئصال السبلة الشحمية، والتي غالبا ما يتم إجراؤها للمرضى الذين يعانون من كميات كبيرة من الجلد المتهدل. وحتى يتمكن الجراحون من تجميل مظهر منطقة الخصر والظهر والجنبين، فإنهم يقومون في بعض الأحيان بإجراء عملية استئصال حزام الشحم، (والمعروفة أيضًا باسم عملية تجميل الجذع أو استئصال الشحم الكفافي). يتم فتح شق بطول بطن المريض في المنطقة الوسطى عند مستوى المنطقة السفلى من الخصر. ويستخدم الجراحون عدة طرق لشفط الدهون من البطن والجوانب بينما يتم قص الجلد الزائد من منطقة الظهر والجانبين أيضًا. ويتم إجراء كل من عملية شد البطن واستئصال حزام الشحم بطريقة تجعل الندبة الناتجة مختفية تحت الملابس الداخلية ولباس البحر.
شد ترهلات الجزء السفلي هو قص الجلد الزائد من الأرداف والفخذين. بالنسبة لعملية شد الترهلات الداخلية للفخذين، يقوم الجراح بعمل شق داخلي كبير في الساق يبدأ بالقرب من منطقة الأريبة ويستمر حتى يصل إلى الركبة. كذلك، يمكن إزالة بعض الدهون عن طريق شفط الدهون. في تلك العملية الجراحية، يقوم الجراح بإزالة الجلد الزائد وإعادة تغطية الجلد المتبقي قبل تغطية الشق بالكامل، ومن ثم يحصل المريض على فخذين أكثر تماسكا وجمالاً.
أما بالنسبة للأرداف والفخذين الخارجيين، فمن الممكن شد ترهلات هذه المنطقة عن طريق فتح شق من الورك إلى الورك عبر ظهر المريض وأعلى الفخذين.

## النتائج المعتادة
على الرغم من أن هذه العملية الجراحية تعد من الجراحات الكبرى، إلا أن النتيجة النهائية لعملية تجميل القوام تتطلب عدة أشهر حتى يظهر أثرها بالكامل.
قام الباحثون في جامعة بيتسبرغ بتسجيل حالة 18 مريضًا مصابًا بالسمنة قبل أن يقرر هؤلاء المرضى المشاركون في الدراسة بالخضوع لجراحة تجميل القوام، وكان متوسط أعمارهم يتراوح ما بين 46 عامًا فأعلى أو أقل بمقدار 10 أعوام. في هذه الدراسة، قام الباحثون بدراسة أجسام المرضى والإدراك الحسي لديهم ونوعية الحياة والحالة النفسية لهم لمدة ثلاثة أو ستة أشهر بعد إجراء عملية تجميل القوام. ولقد وجد الباحثون أن نوعية حياة المرضى المشاركين في الدراسة قد تحسنت بدرجة كبيرة مما ساعد في تحسين مزاجهم وحالتهم النفسية التي ظلت مستقرة لمدة ستة أشهر.
وفي الغالب، يعود معظم مرضى شد الترهلات إلى أعمالهم المتوقفة في غضون فترة تتراوح من أسبوعين إلى ثلاثة أسابيع.
باستثناء عملية شد ترهلات الذراع، فإن جميع عمليات تجميل القوام تتطلب من المرضى ارتداء ملابس ضيقة أو ضاغطة لمدة تتراوح ما بين أسبوعين إلى ستة أسابيع. فنوعية الملابس تعمل على تسريع الشفاء وتساعد في التئام الجرح.
وفي المعتاد، يتمكن المرضى من العودة إلى قيادة السيارات في غضون فترة تتراوح من أسبوع واحد إلى ثلاثة أسابيع، وذلك حسب طبيعة الجراحة وصحة المريض والحالة العامة له.